# Pelmatellus rotundicollis
Pelmatellus rotundicollis är en Nordamerikansk skalbaggsart som beskrevs 1974 av Henri Goulet. Arten ingår i släktet Pelmatellus och familjen jordlöpare. Inga underarter finns listade i Catalogue of Life.